# Bremer Sechstagerennen

Das Logo des Bremer Sechstagerennens seit 2011

Das Bremer Sechstagerennen ist eine traditionelle Radsportveranstaltung in Bremen, die jährlich im Januar stattfindet. Das erste Bremer Sechstagerennen wurde 1910 ausgetragen, das zweite erst 1965 in der ein Jahr zuvor eingeweihten Stadthalle Bremen (seit 2011 offiziell ÖVB-Arena), in der das Rennen bis heute stattfindet. 2013 fand das Rennen zum 50. Male statt. Offiziell werden aber erst die Austragungen seit 1965 gezählt.

## Geschichte

### Das erste Rennen 1910
Die erste Austragung des Bremer Sechstagerennens fand im November 1910 in den Festsälen der Gaststätte Schützenhof statt. Die eingebaute Bahn war 95,6 Meter lang, die Kurvenüberhöhung betrug 43 Grad, was der Bahn den Namen Nudeltopf eintrug. Platz war für 4000 Zuschauer. 16 Fahrer waren für 90 Mark Tagesgage am Start, die allerdings nur zum Teil ausgezahlt wurde, weil der Kassierer das Eintrittsgeld unterschlagen hatte. Sieger wurden der Hannoveraner Weltmeister Willy Arend und der Berliner Eugen Stabe.

### Sechstagerennen ab 1965 bis 2011

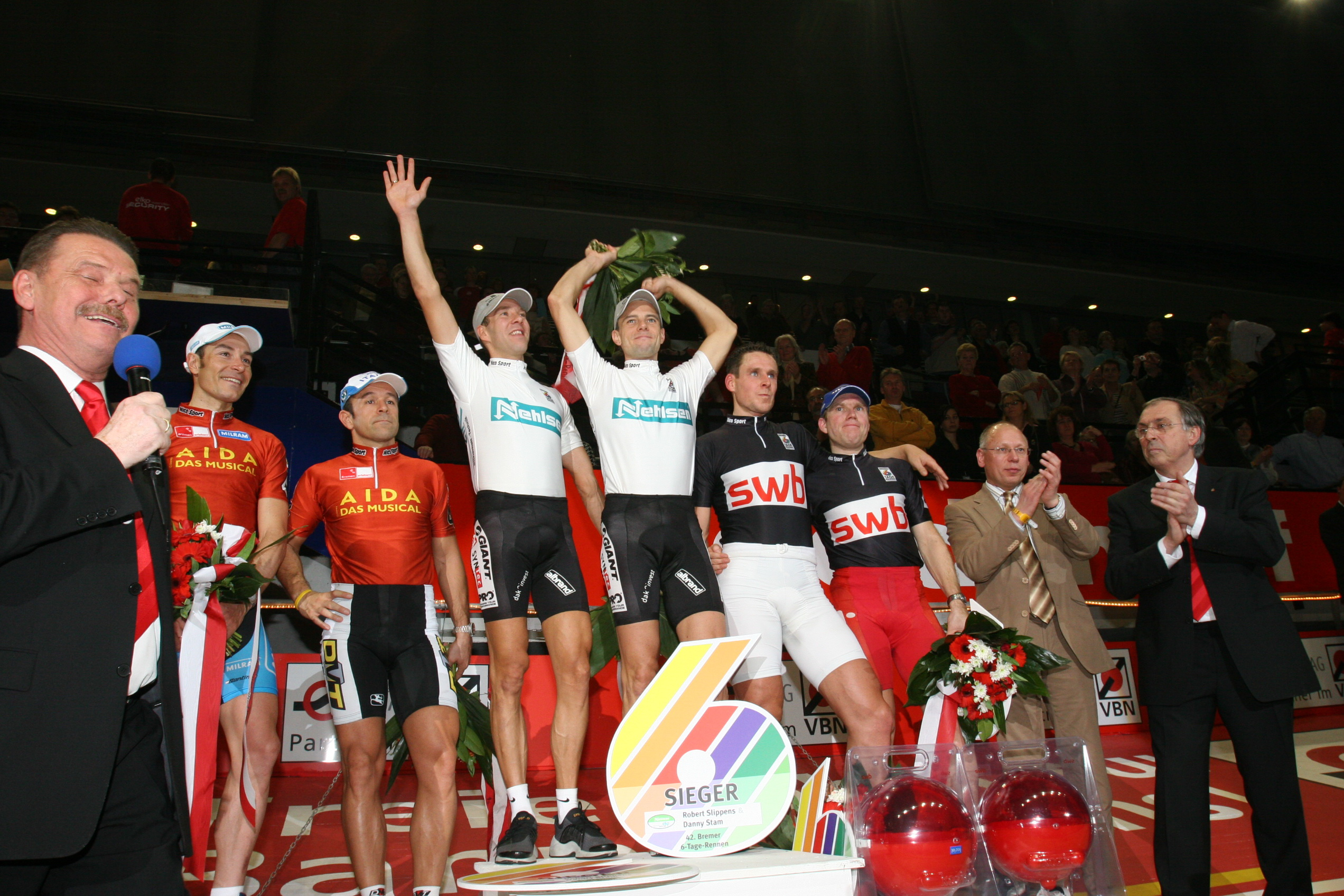
Siegerehrung des Bremer Sechstagerennens 2006 (v. l. n. r.): Frank Minder, Erik Zabel, Marco Villa, Danny Stam, Robert Slippens, Robert Bartko, Andreas Beikirch, Ronald-Mike Neumeyer, Patrick Sercu

Das nächste Sechstagerennen in Bremen fand erst 1965, also 55 Jahre später, statt, als der Veranstalter Willi Röper die Bremer Six Days erneut initiierte. Als Veranstaltungsort wählte Röper die damals neu erbaute und 1964 eingeweihte Bremer Stadthalle, in der das Rennen seit 1965 bis heute regelmäßig veranstaltet wird. Außerdem ließ Röper das Rennen im Monat Januar stattfinden, was ebenfalls bis heute beibehalten blieb. Mit einer Länge von 166,6 Metern ist die Bremer Bahn eine der kleinsten Sechstage-Bahnen, aber mit einer Kurvenerhöhung von 58 Grad auch eine der steilsten Bahnen.
1982, nach Röpers Tod, übernahm sein Assistent Frank Minder die Bahnradsport-Veranstaltung. Dieser setzte als erster Sechstage-Veranstalter auf ein Event-Format des Rennens mit großem Showprogramm. Jährlich kamen bis zu rund 130.000 Zuschauer zum Bremer Sechstagerennen, das für seinen Volksfestcharakter bekannt wurde.
Die ersten Sieger waren 1965 der Belgier Rik Van Steenbergen und der Däne Palle Lykke. Den ersten deutschen Sieg gab es ein Jahr später, als Rudi Altig gemeinsam mit Dieter Kemper gewann. 1969 siegte der Belgier Patrick Sercu im Gespann mit dem Niederländer Peter Post. Rekordsieger ist der Niederländer René Pijnen mit sieben Siegen, ihm folgen mit jeweils sechs Siegen der gebürtige Bremer Andreas Kappes sowie der Schweizer Bruno Risi.
Sportlicher Leiter des Rennens war von 1992 bis 2011 Patrick Sercu. Der Vertrag des Veranstalters Frank Minder lief ebenfalls bis einschließlich der Veranstaltung im Januar 2011. Im Juni 2010 kündigte die Bremer Wirtschaftsbehörde an, die Ausrichtung des Rennens für die Zeit danach öffentlich auszuschreiben.

### Das Rennen seit 2012
2011 wurde bekannt gegeben, dass die Firmen Bremer Veranstaltungs- und Event Gesellschaft und elko Technik in Zusammenarbeit mit der Wirtschaftsförderung Bremen in Zukunft das Sechstagerennen veranstalten werden. Am 27. Juni 2011 gründeten die drei Partner zu diesem Zweck die Event und Sport Nord GmbH (ESN), deren erste Geschäftsführer Hans Peter Schneider und Theo Bührmann jr. sind und stellten bereits einen Tag später auf einer Pressekonferenz in der ÖVB-Arena Bremen das neue Konzept der Sixdays Bremen der Öffentlichkeit vor. Dort wurde gleichzeitig der neue Sportliche Leiter Erik Weispfennig vorgestellt, der auf eine lange Siegerliste als Profi vor allem im Bahnradsport zurückblicken kann (Weltmeister im Madison 2000, Vizeweltmeister ’90 Bahnvierer, Vizemilitärweltmeister ’92 Bahnvierer,  Weltcupsieger Bahn ’91, ’93, ’94, ’01, ’02, 6 × Deutscher Meister Bahn, Internationaler Australischer Meister im 2er Mannschaftsrennen ’03, ’04, Sieger 4 – Bahnen Tournee  ’90,  ’92,  ’98,  ’99,  ’04).
Erik Weispfennig stellt als Sportlicher Leiter bei den Sixdays Bremen seitdem die Weichen neu in Richtung „noch mehr Sport“. 2015 wurde das 51. 6-Tage-Rennen in Bremen vom Weltradsportverband UCI in die Kategorie 1 hochgestuft, mit dem Ergebnis, dass die startenden Fahrerinnen und Fahrer nach Abschluss des Rennens wichtige Weltcup-Qualifikationspunkte sammeln können. Für die Kategorie 1 müssen die Sixdays folgende Sportkategorien anbieten und durchführen: Nachwuchs-Starterfeld U19, Nachwuchs-Starterfeld U23, Starterfeld Profis, Starterfeld Frauen, Sprinter. Zusätzlich lassen die Sixdays-Veranstalter seit 2014 außerhalb der Kategorie 1 in Bremen Paracycling-Tandem-Teams auf die Bahn, bei denen Profis als erfahrene Piloten gemeinsam mit sehbehinderten Sportlern des Deutschen-Behinderten-Sportverbandes an den Start gehen.

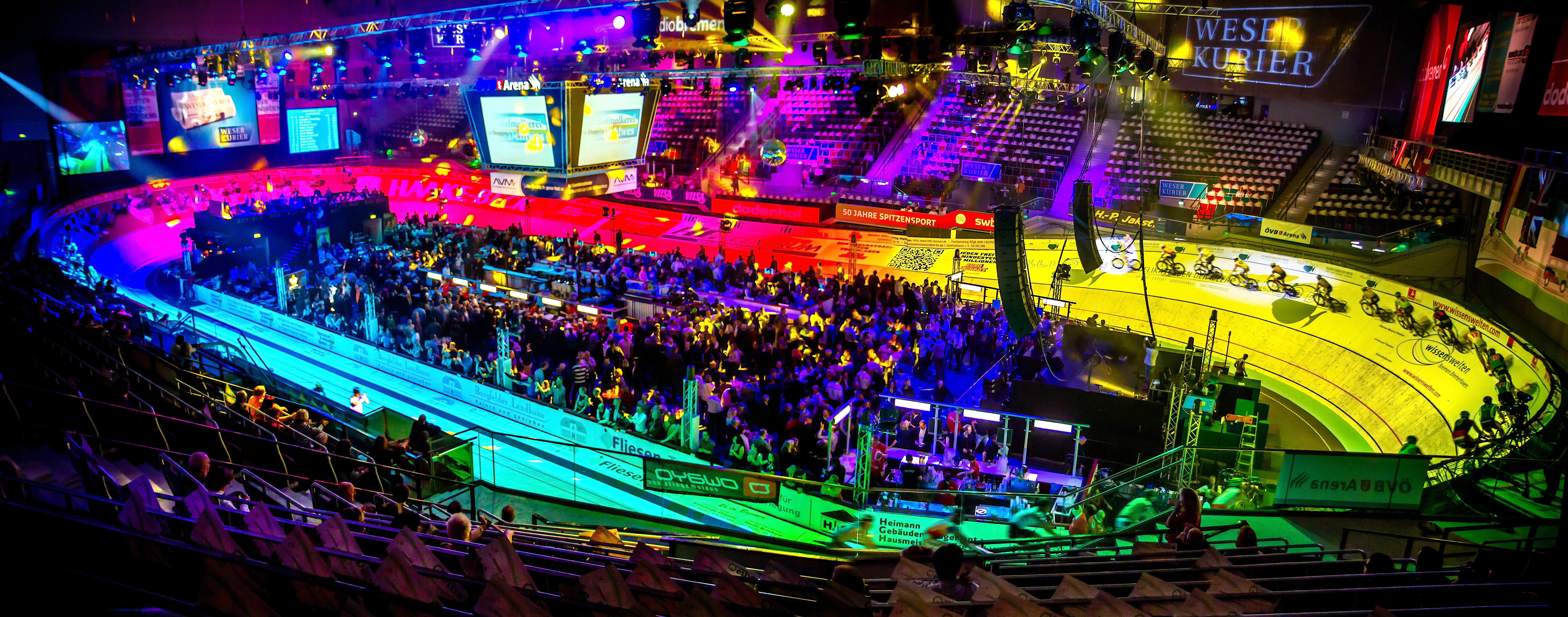
Bremer Sechstagerennen 2014

## Veranstaltungsorte
Das erste Rennen 1910 fand in den Festsälen der damaligen Großgaststätte Schützenhof in der Bremer Neustadt statt.
Veranstaltungsort seit 1965 bis heute ist die Stadthalle Bremen, in Bremen-Findorff, auf der Bürgerweide nördlich des Bremer Hauptbahnhofes. Träger dieser 1964 von der Stadt Bremen erstellten Multifunktions-Veranstaltungshalle ist mittlerweile die im Stadtauftrag handelnde Wirtschaftsförderung Bremen (WFB), die in dieser Funktion auch am neu gegründeten Veranstaltungsunternehmen für das Sechstagerennen, der ESN, beteiligt ist.

## Trivia
- Die US-amerikanische Leichtathletin Florence Griffith-Joyner erhielt mit 150.000 DM die höchste jemals in Bremen gezahlte Gage für ihren Auftritt zur Renneröffnung 1989.[6]
- Bei der Veranstaltung von 2013 riss die jahrzehntealte Bahnglocke und drohte auseinanderzubrechen. Kurzfristig half die Seenotleitung Bremen mit der Schiffsglocke der außer Dienst gestellten MS Wilhelm Kaisen aus und ließ die Glocke per Kurier in die Bremer Stadthalle bringen.[7]

## Sieger des Bremer Sechstagerennens
| Jahr | Mannschaft                                 | Mannschaft        |
| ---- | ------------------------------------------ | ----------------- |
| 2025 | Nils Politt                                | Yoeri Havik       |
| 2024 | Roger Kluge                                | Theo Reinhardt    |
| 2023 | aufgrund der COVID-19-Pandemie ausgefallen | –                 |
| 2022 | aufgrund der COVID-19-Pandemie ausgefallen | –                 |
| 2021 | aufgrund der COVID-19-Pandemie ausgefallen | –                 |
| 2020 | Kenny De Ketele                            | Nils Politt       |
| 2019 | Jasper De Buyst                            | Iljo Keisse       |
| 2018 | Kenny De Ketele                            | Theo Reinhardt    |
| 2017 | Marcel Kalz                                | Iljo Keisse       |
| 2016 | Christian Grasmann                         | Kenny De Ketele   |
| 2015 | Marcel Kalz                                | Alex Rasmussen    |
| 2014 | Leif Lampater                              | Wim Stroetinga    |
| 2013 | Franco Marvulli                            | Marcel Kalz       |
| 2012 | Robert Bartko                              | Peter Schep       |
| 2011 | Robert Bartko                              | Robert Bengsch    |
| 2010 | Bruno Risi                                 | Franco Marvulli   |
| 2009 | Leif Lampater                              | Erik Zabel        |
| 2008 | Iljo Keisse                                | Robert Bartko     |
| 2007 | Bruno Risi                                 | Erik Zabel        |
| 2006 | Robert Slippens                            | Danny Stam        |
| 2005 | Matthew Gilmore                            | Robert Bartko     |
| 2004 | Bruno Risi                                 | Kurt Betschart    |
| 2003 | Robert Slippens                            | Danny Stam        |
| 2002 | Bruno Risi                                 | Kurt Betschart    |
| 2001 | Matthew Gilmore                            | Scott McGrory     |
| 2000 | Andreas Kappes                             | Silvio Martinello |
| 1999 | Bruno Risi                                 | Kurt Betschart    |
| 1998 | Jens Veggerby                              | Jimmi Madsen      |
| 1997 | Andreas Kappes                             | Carsten Wolf      |
| 1996 | Silvio Martinello                          | Marco Villa       |
| 1995 | Bruno Risi                                 | Kurt Betschart    |
| 1994 | Andreas Kappes                             | Danny Clark       |
| 1993 | Peter Pieters                              | Urs Freuler       |
| 1992 | Andreas Kappes                             | Etienne De Wilde  |

| Jahr | Mannschaft          | Mannschaft       |
| ---- | ------------------- | ---------------- |
| 1991 | Andreas Kappes      | Etienne De Wilde |
| 1990 | Roland Günther      | Danny Clark      |
| 1989 | Andreas Kappes      | Roman Hermann    |
| 1988 | Tony Doyle          | Danny Clark      |
| 1987 | Dietrich Thurau     | Danny Clark      |
| 1986 | Dietrich Thurau     | Josef Kristen    |
| 1985 | Tony Doyle          | Gary Wiggins     |
| 1984 | Dietrich Thurau     | Albert Fritz     |
| 1983 | René Pijnen         | Gregor Braun     |
| 1982 | René Pijnen         | Albert Fritz     |
| 1981 | René Pijnen         | Gregor Braun     |
| 1980 | Patrick Sercu       | Albert Fritz     |
| 1979 | René Pijnen         | Danny Clark      |
| 1978 | Wilfried Peffgen    | Albert Fritz     |
| 1977 | Wilfried Peffgen    | Albert Fritz     |
| 1976 | René Pijnen         | Günter Haritz    |
| 1975 | René Pijnen         | Patrick Sercu    |
| 1974 | René Pijnen         | Leo Duyndam      |
| 1973 | Graeme Gilmore      | Dieter Kemper    |
| 1972 | Wolfgang Schulze    | Sigi Renz        |
| 1971 | Rudi Altig          | Albert Fritz     |
| 1970 | Peter Post          | Patrick Sercu    |
| 1969 | Peter Post          | Patrick Sercu    |
| 1968 | Rudi Altig          | Sigi Renz        |
| 1967 | Peter Post          | Fritz Pfenninger |
| 1966 | Rudi Altig          | Dieter Kemper    |
| 1965 | Rik Van Steenbergen | Palle Lykke      |
| 1910 | Willy Arend         | Eugen Stabe      |

## Film
- Das Bremer 6-Tage-Rennen. Regie: Heide Nullmeyer. Bremen 1998. DVD, Länge: 25 Minuten (Reihe: Achtung Klappe! Kinder als Reporter).